# Angelo Panzini
Angelo Panzini   (Lodi, 22 de novembre de 1820 - Milà, 27 de febrer de 1886) va ser un compositor i flautista italià.

## Biografia
Va començar a estudiar música i flauta amb Gaetano Corticelli i es va graduar a Milà amb Giuseppe Rabboni. Compositor prolífic i sobretot incansable "parafrasejador" d'òperes del segle xix, es va ocupar de l'acompanyament de piano dels estudis op. 31 de Giulio Briccialdi i algunes paràfrasis d'òpera d'Emanuele Krakamp. També s'ha de recordar com a compositor de Risorgimento i música d'inspiració patriòtica. Va ser professor d'harmonia al Conservatori de Milà, i un dels seus alumnes fou Luigi Mapelli. La major part de la seva música, publicada pels editors milanesos Domenico Vismara, Martinenghi, Tito Ricordi, Francesco Lucca, Ribolzi, De Giorgi, Pigna & Rovida, Giovanni Canti i pels torinesos Cattaneo i Giudici & Strada, es conserva a la biblioteca del conservatori "Verdi" de Milà.